# Företagsrekonstruktion
Företagsrekonstruktion innebär ett förfarande där en juridisk person, som bedöms ha en god affärsidé men som av någon anledning har råkat i ekonomiskt trångmål, kan rekonstrueras utan konkurs. Begreppet används ibland som en allmän beteckning på stora förändringar av företag i problem, men i många länder finns ett särskilt juridiskt förfarande för företagsrekonstruktion, som innebär att ett företag kan få ett skydd mot konkurs under en viss tid.

## Internationella förhållanden
Företagsrekonstruktion förekommer i många länder, bland annat Tyskland, Schweiz, Brasilien och Danmark. I USA kan handläggning enligt Chapter 11 jämställas med företagsrekonstruktion. I Sverige ansökte exempelvis Team Sportia i maj 2013 om företagsrekonstruktion hos Göteborgs tingsrätt. Ett annat, färskare exempel, är mediakoncernen Stampen som under 2016 genomförde en omskriven rekonstruktion, som inledningsvis involverade 16 operativa bolag inom koncernen. Rekonstruktionen avslutades framgångsrikt under hösten 2016.

## Sverige
I Sverige styrs företagsrekonstruktioner av Lagen (1996:764) om företagsrekonstruktion, som trädde i kraft 1 september 1996.
Näringsidkare som har betalningssvårigheter kan ansöka hos tingsrätt om företagsrekonstruktion.
- Bolag som överlåtit sin rörelse och inte längre aktivt utövar näringsverksamhet är inte att betrakta som näringsidkare och omfattas därför inte av lagen om företagsrekonstruktion.[5]

Om tingsrätten beviljar rekonstruktion utses en rekonstruktör. Rekonstruktion beviljas normalt för en period om tre månader och kan därefter förlängas med upp till tre månader åt gången men aldrig till mer än tolv månader.
Under rekonstruktionen får utmätning – med smärre undantag – inte äga rum, däremot får kvittning ske.